# Schlichemtalsperre
Die Schlichemtalsperre (auch Schömberger Stausee, vor Ort meist nur Stausee genannt) östlich von Schömberg in Baden-Württemberg staut die Schlichem, einen von der Schwäbischen Alb kommenden Nebenfluss des Neckars. Um die Schlichemtalsperre liegt das 90,6 ha umfassende Landschaftsschutzgebiet Schömberger Stausee mit Palmbühl.

## Beschreibung
Der etwa 1,35 km lange und anfangs schmale, gegen Ende bis etwa 175 m breite Stausee mit einer Fläche von 10,4 ha auf 643,8 m ü. NHN beginnt an dessen Weiler Untere Säge und zieht sich bis an den alten Ortskern Schömbergs. Er hat ein Einzugsgebiet von etwa 33,5 km², zu welchem die am Einlauf schon über 11 km lange Schlichem fast 90 % beiträgt. Seitlich fließen ihm die bis zu 1,2 km langen Wasserläufe Hölzlegraben aus dem Wald rechts des Sees und Scheubühlgraben sowie Räßentälebach von links zu.
Von der Vorsperre Vorsee bei der Unteren Säge führt eine Fischtreppe zum Stausee. Dort befindet sich zudem die einzige begeh- und befahrbare Brücke über den See. Das Schlichem-Viadukt kann lediglich von der Eisenbahn genutzt werden.

## Geschichte

Erddamm der Schlichemtalsperre mit Blick auf Schömberg

Die Schlichemtalsperre wurde von 1940 bis 1944 erbaut. Der im benachbarten Dotternhausen ansässigen Firma Portlandzementwerk Rudolf Rohrbach KG (heute Holcim (Süddeutschland) GmbH), die Bauherr der Talsperre war, diente sie anfangs zur Kühlwassergewinnung und Stromerzeugung. Ein 1935 erstelltes Freibad wurde überflutet. Nach dem Zweiten Weltkrieg wurde die Anlage 1948 von dem Land Württemberg-Hohenzollern übernommen.
Der Stausee wurde von 1975 bis 1983 saniert. Das Absperrbauwerk ist ein Erddamm, das darin befindliche Wasserkraftwerk hat eine Leistung von 60 kW. Es gibt mit dem Vorsee eine Vorsperre, die von 1975 bis 1977 erbaut wurde.

## Der Schlichem-Viadukt

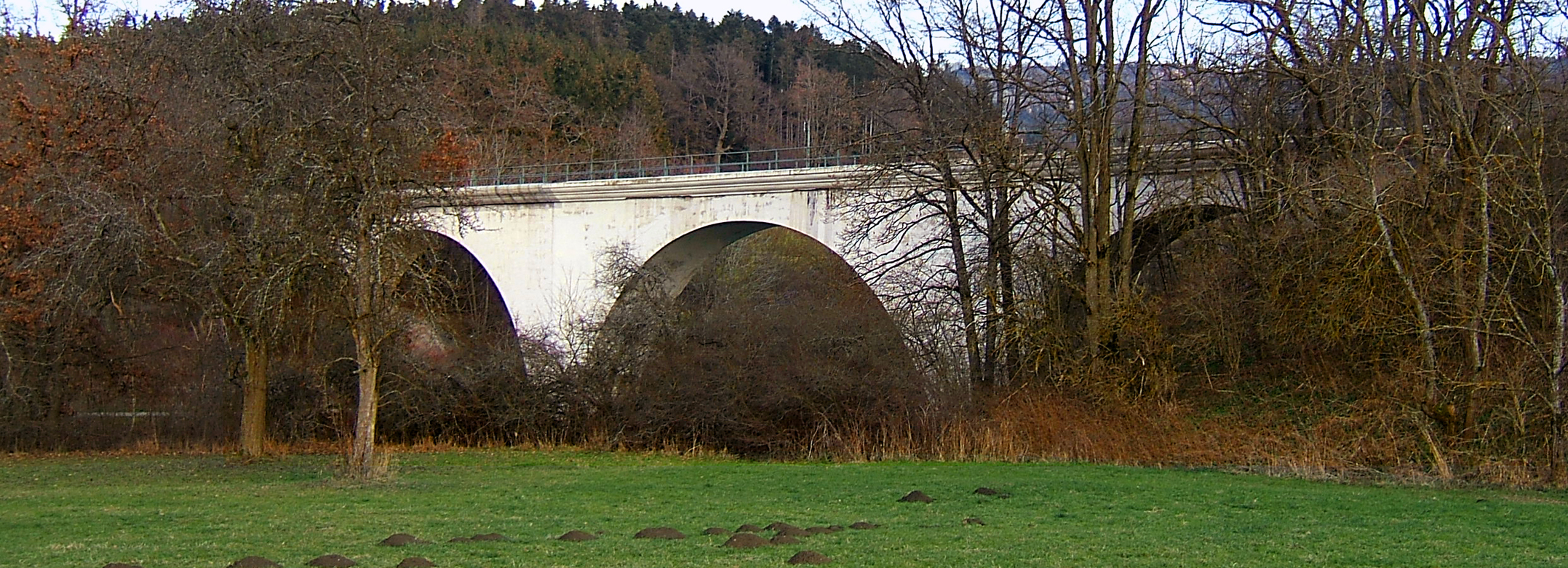
Schlichem-Viadukt über die Schlichemtalsperre

Der Stausee wird von einem Eisenbahn-Viadukt überquert, welcher mit seiner einzigartigen Bauart das „Schmuckstück“ des Stausees bildet. Die bereits 1909, also lange vor der Anstauung der Schlichem, fertiggestellte Bogenbrücke hat eine Gesamtlänge von knapp 83 Metern und eine Höhe von etwa 19 Metern. Die Feldweiten betragen 21-26-21 Meter.

## Nutzung

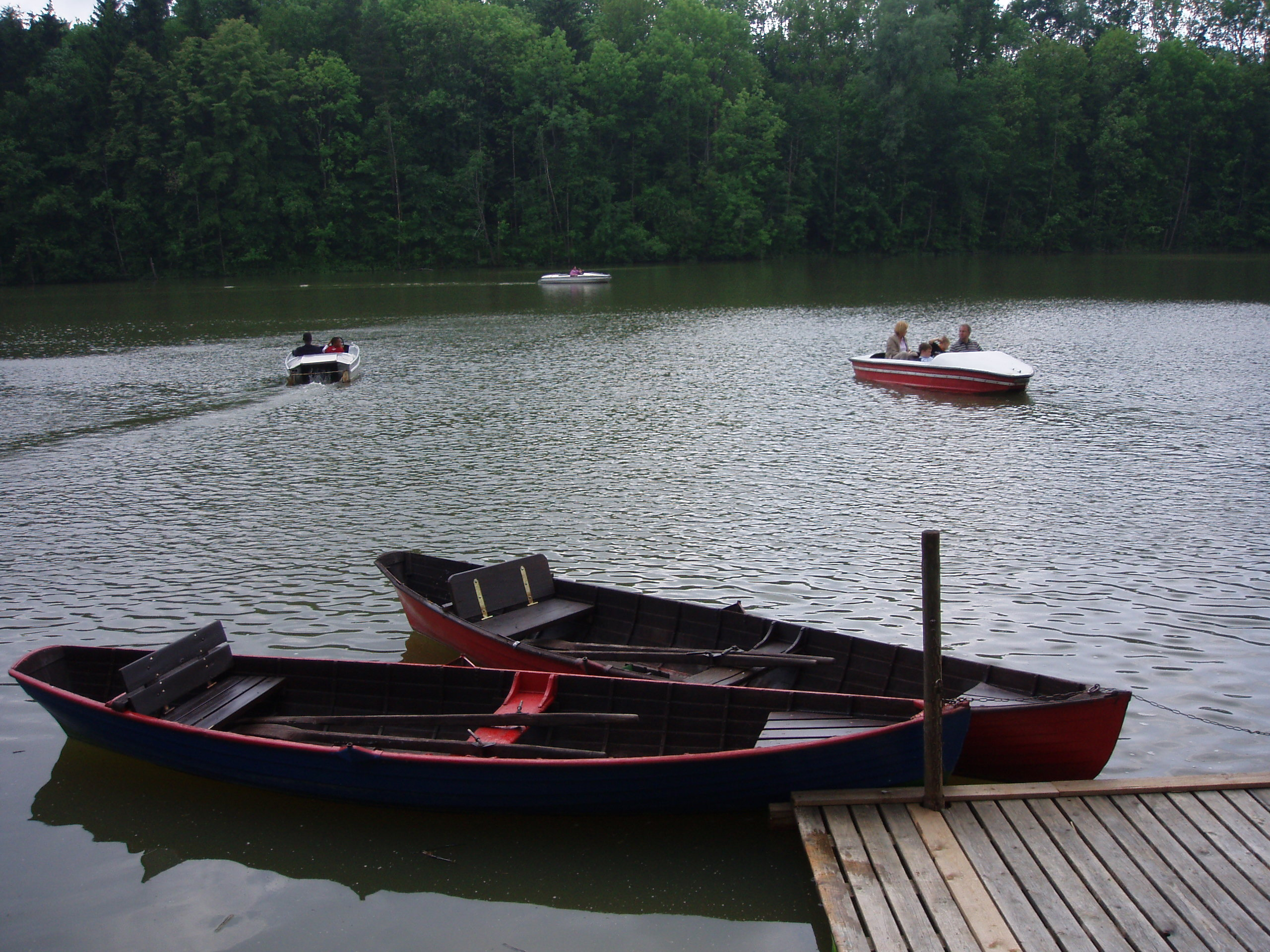
Bootsverleih

Die Schlichemtalsperre wurde 1948 für 300.000 DM vom damaligen Zementwerk abgekauft und gehört seither dem Land Baden-Württemberg.
Der Stausee dient als wichtiges Hochwasserrückhaltebecken für die angrenzenden Gemeinden.
Zudem produziert die Turbine im Staudamm 180.000 kWh Strom pro Jahr.

### Natur
Die Talsperre dient als Biotop für verschiedene Tierarten. Neben zahlreichen Fischen zählen auch weitere Wassertiere, Amphibien und Wasservögel zu den Bewohnern des Sees. Unter anderem haben sich Biber rund um den Stausee niedergelassen.
Zu verschiedenen Anlässen werden Fische beispielsweise durch den Fischereiverein Balingen-Schömberg ausgesetzt, welche jedoch nicht wieder vollständig gefangen werden.

### Badesee
Der Stausee mit seinen 2,5 km Umfang ist ein bekanntes Ausflugsziel im Zollernalbkreis und bildet das Zentrum des Naherholungsgebietes Oberes Schlichemtal. Das klare saubere Wasser und die ausgezeichnete Wasserqualität machen ihn vor allem als Badesee beliebt.
Der Badebereich liegt am nordöstlichen Ufer am Staudamm, welche mit Bojen erkennbar ist. Boote dürfen nicht in den Badebereich einfahren, das Schwimmen ist jedoch im ganzen See erlaubt.
Der Strandbereich wird im Sommer teilweise durch die DLRG überwacht. Seit 2018 gibt es einen Rettungssteg, um den Einsatz der DLRG zu erleichtern.
Im Mai 2020 beschloss der Gemeinderat der Stadt Schömberg, einen sicheren Badesee einzurichten. Hintergrund war ein Urteil des Bundesgerichtshof zu Haftungsfragen. Die Duschen bleiben in Betrieb, die Begrenzungsbojenkette des Badebereichs beschildert und der Rettungssteg eingezäunt.

### Badestellen
Ein Teil des Sees ist bis zur Bojenkette für den Schwimmsport reserviert. Die Rettungsschwimmer warnen in Schömberg  bei drohenden Gefahren mit Flaggen.

### Flaggen in Schömberg
| Flagge  | Bedeutung |
| ------- | --- |
|         | Rettungsschwimmer im Dienst. Wenn direkt am Wasser aufgestellt: Grenzt den überwachten Badebereich ein.                          |
|         | Gefahr! Schwimmen verboten signalisiert akute Gefahrenlage wie Strömung, hoher Wellengang oder Wasserverschmutzung, Lebensgefahr |
| Weitere | |
|         | Taucher im Wasser (siehe Taucherflagge)                                                                                          |

### Sport und Freizeit
Ein Bootsverleih vermietet Tretboote und Elektroboote. 
Andere Motorboote (ausgenommen solche von DLRG und Feuerwehr) dürfen den See nicht befahren.
Am See liegen zwei Kioske, diverse Gaststätten, ein Campingplatz und ein kleiner Freizeitpark, zu dem unter anderem auch ein Miniatur-Fachwerkdorf gehört.
Ein komplett asphaltierter, ca. 2,7 km langer Rundweg führt um den See. Die Variante um den Vorsee verlängert den Rundweg um ca. einen Kilometer. Sie ist nur teilweise asphaltiert und für den allgemeinen, motorisierten Verkehr gesperrt. Der Schlichemwanderweg führt auf einem Teilstück des Rundweges am Stausee vorbei. Der Rundweg wird von vielen Spaziergängern, Wanderern, Joggern, Radfahrern und weiteren Sportlern genutzt.
Im Frühjahr findet der Schömberger Volkslauf der Leichtathletik-Abteilung der TG Schömberg statt.

#### Seebühne
2016 kamen im Rahmen eines Bürgerdialoges und eines Gemeindeentwicklungkonzeptes erste Ideen für eine Seebühne auf. 
Von Oktober 2019 bis Anfang 2020 wurde eine Seebühne beim „oberen Kiosk“ im Bereich des Staudamms gebaut.

#### Spiel- und Grillplatz
Unweit des Stausees gibt es unterhalb des Palmbühls einen Spiel- und Grillplatz.

## Verkehr

### Öffentlicher Nahverkehr
Mit Aufnahme eines Freizeitverkehrs auf der für den Personenverkehr stillgelegten Bahnstrecke Balingen–Rottweil wurde 2002 der Haltepunkt Schömberg Stausee oberhalb der Schlichemtalsperre eingerichtet. An Sonn- und Feiertagen in der Sommersaison wird der Haltepunkt vom Rad-Wander-Shuttle der SWEG von Balingen bzw. Tübingen aus im Taktverkehr bedient. Bei einem  geplantem Streckenausbau soll die Haltestelle Stausee verlegt werden und die Schleife in der Streckenführung über die Schlichemtalsperre entfallen.

### Individualverkehr
Fuß-, Wander- und Radwege erreichen den Stauseerundweg. Die Stauseestraße verläuft direkt auf der Dammkrone und ist für den allgemeinen Straßenverkehr freigegeben. Am Fuße des Berges Palmbühl gibt es Parkplätze für Besucher der dortigen Wallfahrtskirche, des Kreuzweges und des Badesees.

## Landschaftsschutzgebiet
Das Gebiet rund um den Stausee, der nordöstlich davon im Wald aufragende Palmbühl (724,2 m ü. NHN) sowie die Wallfahrtskirche in niederer Hanglage abwärts des Sees wurden durch Verordnung des ehemaligen Landratsamts Balingen vom 4. Juni 1965 unter dem Namen Schömberger Stausee mit Palmbühl (Schutzgebiets-Nr. 4.17.037) als Landschaftsschutzgebiet ausgewiesen. Das Gebiet hat eine Größe von 90,6 Hektar.

## Sonstiges

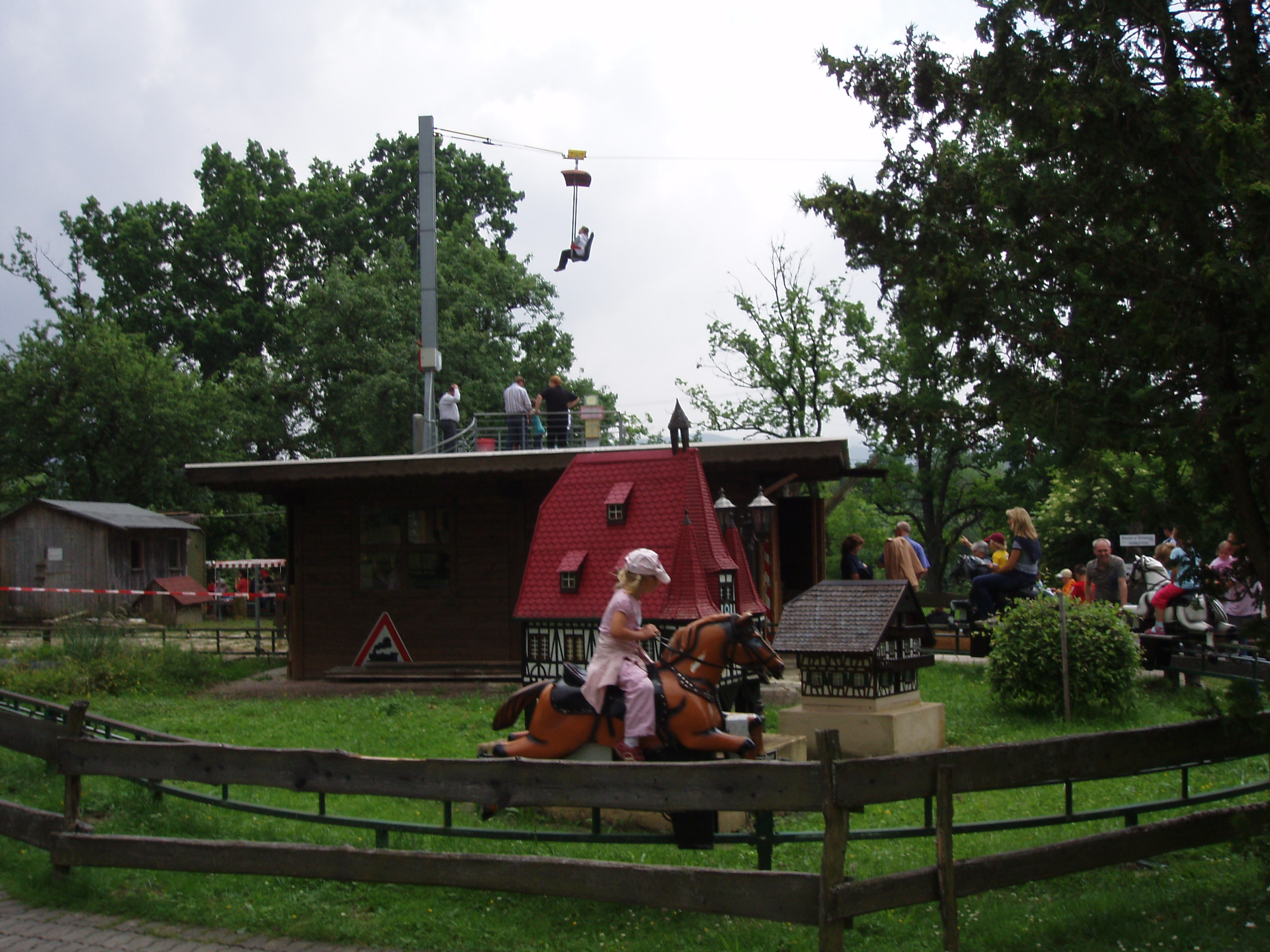
Fahrgeschäfte in der Miniaturstadt

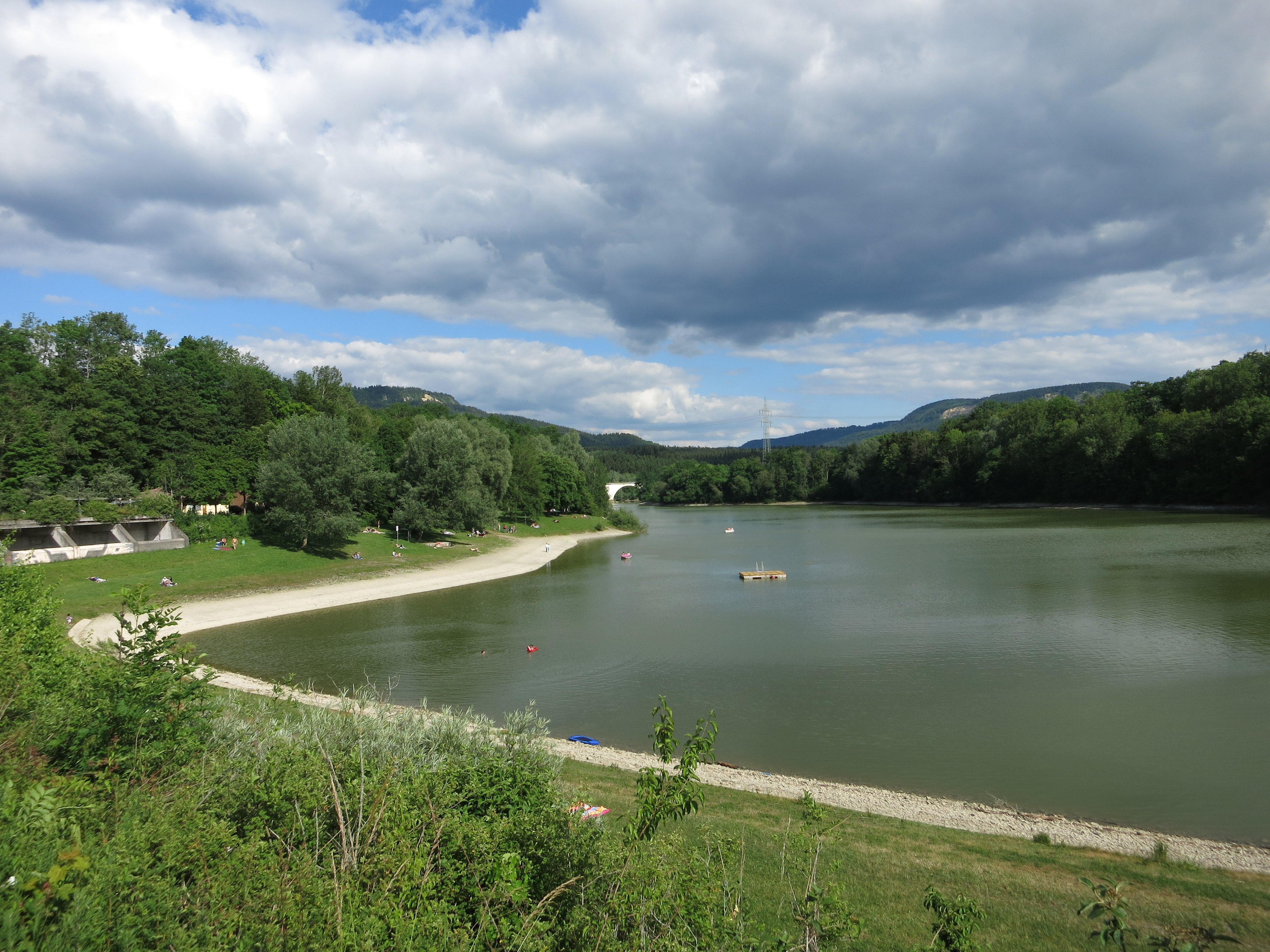
Blick von der Staumauer

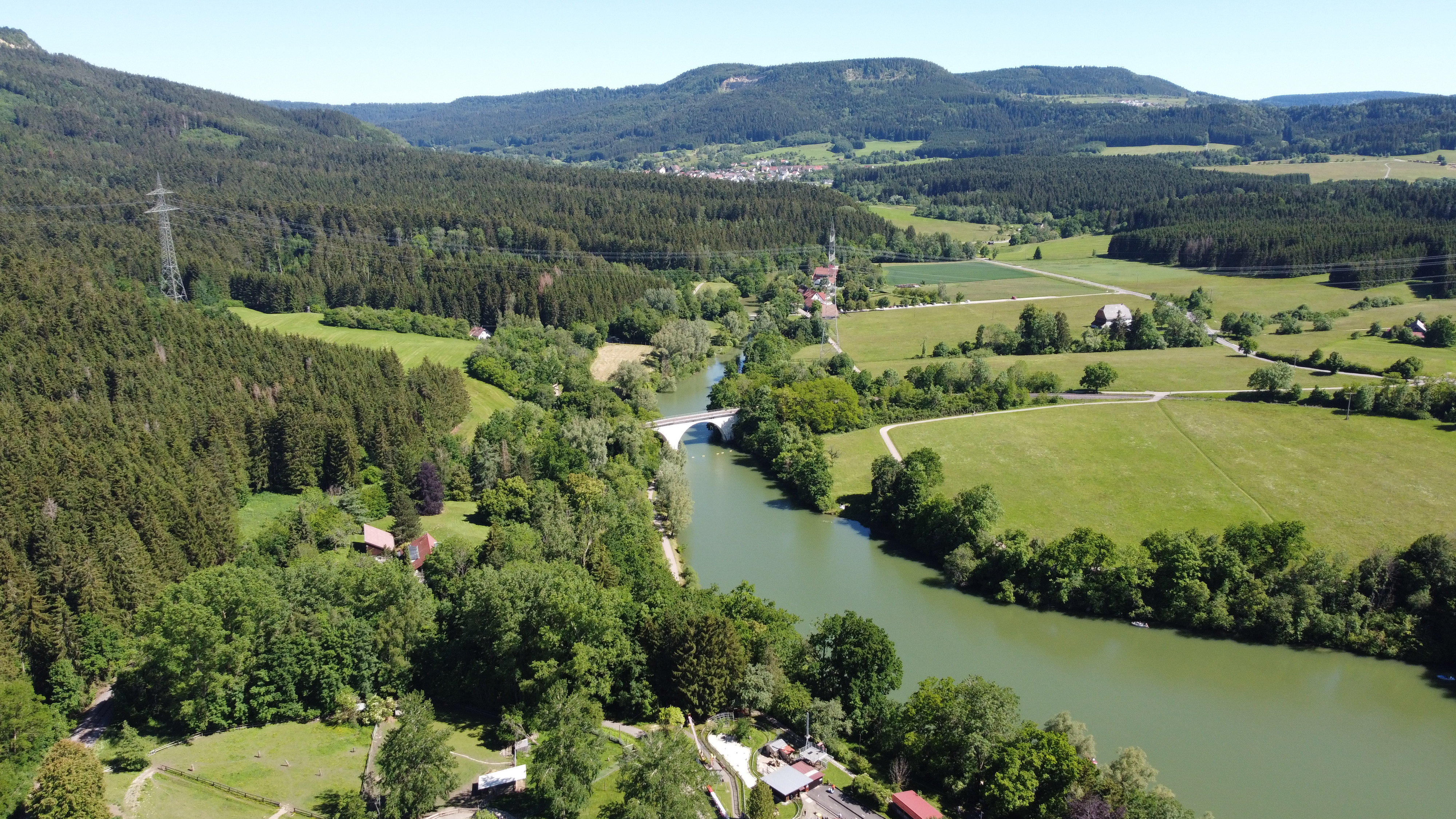
Stausee mit Blick auf das Viadukt

- 2007 fand anstatt des Schömberger Stadtfestes das erste Seefest statt
- Der Vorsee wird gerne von Anglern des Fischereivereins Balingen-Schömberg e. V. genutzt
- Direkt am See befindet sich das Vereinsgelände des Eisstockschießclubs Schömberg e. V. Im Winter wird bei dementsprechender Dicke des Eises auch der See zum Eisstockschießen genutzt

### LUBW
Amtliche Online-Gewässerkarte mit passendem Ausschnitt und den hier benutzten Layern: Schlichemtalsperre und Umgebung

Allgemeiner Einstieg ohne Voreinstellungen und Layer: Daten- und Kartendienst der Landesanstalt für Umwelt Baden-Württemberg (LUBW) (Hinweise)
1. 1 2  Dimensionen abgemessen auf dem Hintergrundlayer Topographische Karte.
2. ↑  Seefläche nach dem Layer Stehende Gewässer.
3. ↑  Höhe nach blauer Beschriftung auf dem Hintergrundlayer Topographische Karte.
4. ↑  Einzugsgebiet aufsummiert aus den Teileinzugsgebieten oberhalb nach dem Layer Basiseinzugsgebiet (AWGN) des Online-Kartenservers der LUBW und aus dem auf dem Hintergrundlayer Topographische Karte abgemessenen seitlichen Einzugsgebiet von unter 4,1 km².
5. ↑  Höhe nach schwarzer Beschriftung auf dem Hintergrundlayer Topographische Karte.

### Andere Belege
1. ↑  Schutzgebietssteckbrief: Landschaftsschutzgebiet Schömberger Stausee mit Palmbühl. Abgerufen am 25. Mai 2025.
2. ↑  Freibad
3. 1 2  Schwarzwälder Bote: Schömberg: Stausee: Vor 75 Jahren ging’s los. 4. Juni 2016, abgerufen am 2. August 2019.
4. ↑  Schwarzwälder Bote: Schömberg: Biber ist erneut am Stausee aktiv. 3. Januar 2018, abgerufen am 2. August 2019.
5. ↑  Badegewässerkarte. In: Landesanstalt für Umwelt Baden-Württemberg. Abgerufen am 2. August 2019.
6. ↑  Schwarzwälder Bote: DLRG weiht Bootssteg ein. 18. Mai 2018, abgerufen am 30. Oktober 2019.
7. ↑  Stausee
8. 1 2  Badestellenkennzeichnung
9. ↑  Homepage
10. ↑  tg-schoemberg.de: drei Runden um den Stausee und den Vorsee
11. ↑  Zollern-Alb-Kurier: Uferarbeiten für Seebühne sind angelaufen. 30. Oktober 2019
12. ↑  Grillplatz
13. ↑  Guido Motika: Schienen an der Zollernalb – Die Eisenbahn in und um Balingen. Band 3, Teil 3.b. Herausgegeben im Selbstverlag auf Bestellung, 2004, S. 405, 418, 437–441.
14. ↑  Freizeitexpress "Heuberg". In: bwegt – Mobilität für Baden-Württemberg. Ministerium für Verkehr Baden-Württemberg, abgerufen am 1. April 2022.
15. ↑  Neue Strecke Bummelbahn
16. ↑  Palmbühl